# Telesforo Monzón
Telesforo de Monzón y Ortiz de Urruela (Vergara, 1 de diciembre de 1904- Bayona, 9 de marzo de 1981) fue un escritor y político español, destacado militante nacionalista vasco. A lo largo de su vida compaginó su actividad política con las letras y la cultura, siendo autor de numerosas obras. 
Monzón fue un dirigente del Partido Nacionalista Vasco (PNV) durante el período de la Segunda República y la Guerra Civil, llegando a desempeñar diversas funciones en el ámbito político. En 1937, tras ocupación franquista de Vizcaya, marchó al exilio y se instaló en Francia, país donde residiría durante las siguientes décadas. Con los años fue distanciándose del PNV y empezó a mostrar simpatías por la banda terrorista ETA. A su regreso al País Vasco, en la década de 1970, se convirtió en una figura de referencia de los sectores más radicales del nacionalismo vasco y en uno de los fundadores de la coalición política Herri Batasuna, creada en 1978.

## Biografía

### Infancia y formación
Telesforo Monzón nació el 1 de diciembre de 1904 en el municipio guipuzcoano de Vergara, en el seno de una rica familia de la aristocracia. Su lugar de nacimiento fue la Casa-Torre de Olaso en Vergara, propiedad de su familia desde el siglo XVI. Cursó estudios universitarios de derecho en Madrid, pero no llegó a terminar la carrera. Si por tradición familiar se debiera haber vinculado en su inclinación política al carlismo, lo cierto es que el joven Telesforo se sintió más atraído por el nacionalismo vasco. En 1930 se afilió al Partido Nacionalista Vasco, cuando se reunificó en vísperas de la Segunda República.

### Segunda República

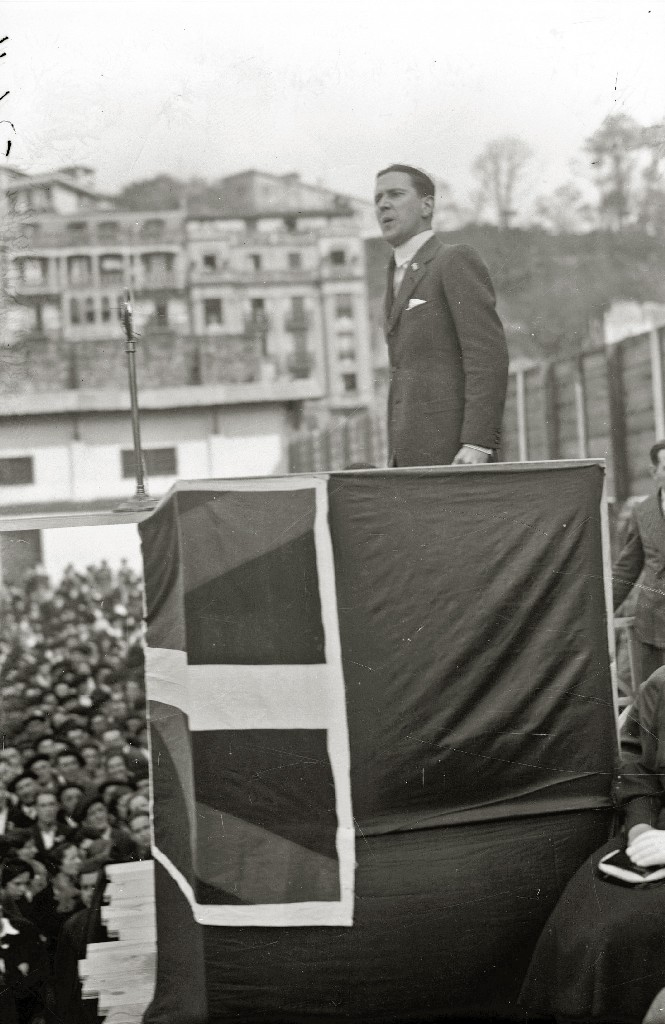
Telesforo Monzón en el Aberri Eguna de 1933.

Monzón fue elegido concejal del PNV por el ayuntamiento de Vergara durante las elecciones municipales del 12 de abril de 1931, que desembocaron en el establecimiento de la Segunda República española. En las filas del PNV se destacó durante ese período como un brillante orador, tanto en euskera como en castellano. Accedió en 1932 al cargo de presidente de su partido en Guipúzcoa y en 1933 se convirtió en miembro del Euzkadi Buru Batzar, el órgano de dirección del PNV. 
De cara a las elecciones generales de 1933, Monzón fue candidato del PNV por la circunscripción de Guipúzcoa, logrando obtener acta de diputado en las Cortes republicanas. Permaneció en esta posición durante el período del bienio radical-cedista, hasta comienzos de 1936.
En calidad de presidente del PNV en Guipúzcoa, durante la primavera de 1936 llegó a asistir a una reunión clandestina que se celebró en San Sebastián con representantes de partidos como Renovación Española, la CEDA o Falange; Telesforo Monzón aceptó colaborar en la conspiración cívico-militar contra el gobierno del Frente Popular que estaba en marcha, si bien precisó que disponían de «hombres, pero no armas». En una reunión posterior Monzón señalaría que si la sublevación era dirigida por los carlistas, el PNV se uniría a ellos y lucharían «hasta el final».

### Guerra civil española
El 18 de julio de 1936 se produjo el golpe militar que dio origen a la Guerra civil. Cuando la mayor parte del Partido Nacionalista Vasco proclamó su apoyo a la legalidad republicana, Monzón pasó a formar parte de la Junta de Defensa de Guipúzcoa, de la que dimitió al poco al estar disconforme con algunos fusilamientos. Fue uno de los organizadores del Euzko Gudarostea (Ejército Vasco) en septiembre del mismo año, que se acabaría por convertir en el Ejército regular del Gobierno Provisional del País Vasco.
Cuando se constituyó el Gobierno Autónomo Vasco fue nombrado consejero de Gobernación y de Seguridad Ciudadana por el lendakari José Antonio Aguirre. Desde ese cargo Monzón creó la Ertzaña, que era un cuerpo de policía motorizada y diversos cuerpos de orden público, que se encargaron de mantener el orden en las zonas del País Vasco que permanecieron leales a la República durante la guerra. Estos cuerpos de policía se consideran el principal antecedente histórico de la actual Ertzaintza (la policía autónoma vasca). Monzón trató de evitar que se tomaran represalias políticas en la zona, aunque no impidió el asalto a las cárceles de Bilbao —la de Larrinaga, casa Galera, el convento de los Ángeles Custodios y el Carmelo— llevado a cabo por unidades de la UGT (batallones 7.º y 8.º) el 4 de enero de 1937, tras un bombardeo franquista, y que se saldó con la matanza de más de 230 prisioneros. Ese grave incidente puso su papel en tela de juicio desde ciertos ámbitos de su partido, al punto en que Juan de Ajuriaguerra «pidió su cabeza». Sin embargo, Aguirre, que tenía a Monzón como uno de sus hombres de confianza, le confirmó en el cargo.
Su departamento gestionó también la restitución democrática de los ayuntamientos, una vez disueltas las respectivas Juntas Locales de Defensa, la creación de comisiones gestoras de las diputaciones o la revisión de incautaciones. Monzón impulsó asimismo desde su departamento la supervisión de los daños causados por los bombardeos de la aviación franquista y organizó la defensa del país. Fue uno de los testigos de los daños causados por el Bombardeo de Guernica en 1937. Una vez ocupado el País Vasco por los franquistas, huyó junto con José Antonio Aguirre desde Santander el 23 de agosto de 1937 a Francia.

### Exilio
Tras la huida a Francia permaneció en este país hasta 1939, ayudando a los refugiados y prisioneros vascos. Con la ocupación alemana de Francia huye a través de Marsella hasta México, donde residió hasta el final de la Segunda Guerra Mundial. En 1946 regresó con el resto de los miembros del Gobierno Provisional del País Vasco a Francia, estableciéndose en París. Monzón permanecería como miembro del Gobierno Provisional del País Vasco en el exilio, primero como consejero de Cultura (hasta 1952) y luego sin cartera, hasta 1953, cuando dimitió disconforme con la política de alianzas de su partido.
A partir de ese momento Monzón se distanciaría de su partido, aunque sin dejar de militar en el PNV ni de considerarse jelkide. Monzón se estableció en el País Vasco Francés, concretamente en San Juan de Luz, donde poseía una finca denominada Meandre Berri. A pesar del distanciamiento con su partido, nunca rompió del todo con éste, ni con su amigo, el lehendakari Aguirre. Cuando Aguirre falleció en 1960, su capilla ardiente se instaló en la casa que poseía Telesforo Monzón en la anteriormente mencionada localidad vascofrancesa.

### Anai Arteay su relación con ETA
Durante la década de 1960 Monzón veía cómo comenzaba a llegar al País Vasco francés una nueva oleada de exiliados políticos vascos, vinculados con la actividad de una nueva organización que aparece en escena: ETA. Simpatizando con este movimiento, al que consideraba continuador de la labor del Euzko Gudarostea de la Guerra Civil, y cada vez más atraído por él, fundó en 1969 la asociación Anai Artea (Entre hermanos), de la que fue elegido presidente, con el objetivo de acoger a los refugiados políticos en el País Vasco francés. Cuando ETA secuestró en 1970 al cónsul de la República Federal Alemana en San Sebastián, Eugen Beihl, acción que dio a la organización terrorista repercusión internacional, Monzón y su asociación ejercieron con éxito como mediadores del secuestro, lo que relanzó su figura política. Durante la década de 1970 Monzón se declaró públicamente partidario de la lucha armada de ETA (se declaraba etista según sus propias palabras) y partidario de la creación de un amplio "frente nacional vasco" que aglutinase desde el PNV hasta la izquierda abertzale. La figura de Monzón comenzó a convertirse en enormemente popular entre el nacionalismo vasco de izquierdas, mientras que su partido histórico, el PNV, empezó a verle con gran desconfianza e incluso le llamó al orden. 
Muchos consideran que, durante esos años, Monzón y su asociación brindaron apoyo logístico a ETA en Francia. El diario español El Mundo publicó una noticia en 2005 según la cual varias personas desaparecidas en el País Vasco Francés durante la década de 1970, supuestamente asesinadas por ETA, estarían enterradas en una finca que había sido propiedad de Telesforo Monzón en aquella época, aunque dicha información no hablaba de que necesariamente Monzón hubiera estado al corriente de esto. Según dicha información, las víctimas serían Eduardo Moreno Bergaretxe (Pertur) y tres jóvenes oriundos de Galicia a los que ETA confundió con agentes de la Guardia Civil. Nunca llegaron a aparecer estos cadáveres.
Desde su exilio forzado en Francia, Telesforo Monzón fue el máximo impulsor de la denominada Cumbre de Chiberta en el País Vasco francés, que consistió en una serie de reuniones entre las diferentes fuerzas políticas del nacionalismo vasco (abarcando todo el amplio espectro político desde las dos ETAs hasta el PNV) para acordar la postura a tomar ante las elecciones generales de 1977. Esas reuniones no dieron ningún resultado fructífero, ni lograron formar el "Frente Nacional Vasco" con el que Monzón soñaba. Algunas organizaciones decidieron presentarse por su cuenta a las elecciones y otras boicotearlas. A pesar de que el dictador Francisco Franco había muerto en noviembre de 1975, Monzón no fue autorizado por las autoridades españolas a regresar al País Vasco español hasta el 14 de julio de 1977, un mes después de haberse celebrado las primeras elecciones democráticas en España desde la Guerra Civil.

### Fundador de Herri Batasuna
Tras fracasar en Chiberta su intento de lograr un Frente Nacional Vasco; desde su regreso a España en el verano de 1977 y durante la Legislatura Constituyente (1977-1979), Monzón se convirtió en el aglutinante de un movimiento político que se iría gestando en torno a su figura y el apoyo a la actividad de ETA (militar) y la Alternativa KAS.
En agosto de 1977 se constituyó la Mesa de Alsasua a iniciativa suya, con el fin de organizar a diversos grupos en torno a la Alternativa KAS. Como consecuencia de estas reuniones, se fundó Herri Batasuna (HB) en Alsasua (Navarra) en 1978 como una coalición electoral entre Acción Nacionalista Vasca (ANV), el Partido Socialista Vasco (ESB-PSV), Herri Alderdi Sozialista Iraultzailea (HASI) y Langile Abertzale Iraultzaileen Alderdia (LAIA). Dentro del mismo movimiento se situaban las Gestoras Pro Amnistía, el sindicato LAB, la organización juvenil Jarrai y otros grupos de la llamada izquierda abertzale. Telesforo Monzón se situó al frente de la coalición como personalidad independiente. En las primeras elecciones generales de marzo de 1979, la coalición obtuvo 170.000 votos y un 13% de los votos emitidos en el País Vasco. Monzón fue elegido diputado al Congreso por la circunscripción de Guipúzcoa, tal y como había ocurrido 46 años antes; aunque entonces se presentó en las filas del PNV.
Sin embargo, Monzón ya era muy mayor, tenía 74 años y la actividad política de esos años hizo que su salud acabase resintiéndose. Durante la campaña electoral de 1979 fue detenido en un encierro en favor de la amnistía de los presos vascos y encerrado en la cárcel de Nanclares de la Oca (Álava). Estando en la cárcel enfermó y tuvo que ser hospitalizado. Al ser elegido diputado obtuvo inmunidad y fue excarcelado, pero la Mesa Nacional de HB decidió que Monzón, por su delicado estado de salud, no acudiera al Congreso. En diciembre de 1979 fue juzgado junto con Francisco Letamendia por el delito de "apología del terrorismo". 
En marzo de 1980 fue elegido parlamentario vasco en las primeras elecciones autonómicas del País Vasco en la candidatura de Herri Batasuna, por lo que dimitió el 17 de marzo de 1980 de su cargo como diputado en el Congreso de los Diputados de Madrid, que pasó a ocupar Antonio Ibarguren. A pesar de su elección, tampoco acudió al Parlamento Vasco debido a su estado de salud. Falleció en Bayona el 9 de marzo de 1981, siendo enterrado en Vergara, su localidad natal.

## Obra literaria
La obra literaria de Monzón, realizada en euskera, comenzó a gestarse durante su exilio bajo su seudónimo de Olaso. Sus primeras obras fueron de poesía; la primera obra la publicó en México en 1945 y se tituló Urrundik (Desde lejos). En 1947 publicó tras su regreso a Francia Gudarien Eginak (Los deberes del soldado), su obra más conocida. En los años cincuenta y sesenta se decantó por el teatro, escribiendo comedias de enredo que se desarrollaban en el medio rural. En 1966 ingresó en la Real Academia de la Lengua Vasca (Euskaltzaindia). Sin embargo, por lo que es más recordado Monzón es por sus canciones de lucha. Monzón compuso varias canciones de tinte político y nacionalista (adaptando melodías conocidas), que se hicieron muy populares en el País Vasco durante la Transición, canciones como Itziarren Semea, Batasuna, Lepoan Hartu ta Segi Aurrera, Kanta aberria o Bai Euskarari que eran interpretadas por el dúo vascofrancés Pantxoa eta Peio.